# Vance Joy
Джеймс Габріель Кеоґ (англ. James Gabriel Keogh; нар. 1 грудня 1987, відомий як Vance Joy (укр. Венс Джой)) — австралійський співак і автор пісень.
Колишній футболіст австралійського клубу «Australian Rules Football». Він підписав п'ятиальбомну угоду з Atlantic Records у 2013 році. Співак випустив свій дебютний мініальбом «God Loves You When You're Dancing» у березні 2013. Його пісня «Riptide» була визнана номером 1 на 2013 Triple J Hottest 100. Джеймс випустив свій дебютний студійний альбом «Dream Your Life Away» 5 вересня 2014 року в Австралії та 9 вересня 2014 року в інших країнах. Його другий студійний альбом «Nation of Two» був випущений у 2018 році. Венс Джой провів час у гурті Зак Браун як вокаліст.

## Раннє життя
Джеймс Габріель Кеоґ народився 1 грудня 1987 року.
Джой відвідував початкову школу Святого Патріка в Муррумбіна, Мельбурн. Він був капітаном школи і закінчив Коледж Святого Кевіна, Турак, у 2005 році. Пізніше він закінчив Університет Монаша зі ступенем бакалавра мистецтв і бакалавра права.
До музичної кар'єри Джой був перспективним австралійським гравцем у футбол. У 2008 та 2009 роках він грав за футбольний клуб «Кобург», який тоді називався «Coburg Tigers», як основний захисник у Вікторіанській футбольній лізі (VFL), вигравши нагороду кращого гравця першого року у 2008 році.
Джой пояснює свій вибір на користь музичної кар'єри, а не футбольної, тим, що він «...ніколи не потрапляв до складу (АФЛ)», будучи «достатньо хорошим, щоб перейти з місцевого футболу до ВФЛ. З трьох сезонів у мене було кілька ігор. Ти завжди думаєш, що можеш зробити краще, але я думаю, що досяг свого потенціалу як футболіст». В іншому інтерв'ю він заявив: «Певний час я був надмірно зосереджений на футболі, грав на щабель нижче професійного рівня. У мене були можливості пограти за кілька команд, але моє серце не лежало до цього. Думаю, я просто робив щось у той час, перш ніж писати свої перші пісні».

## Музична кар'єра

### 2013:God Loves You When You're Dancing
21 січня 2013 року Джой випустив свій дебютний сингл «From Afar». 22 березня 2013 року він випустив свій дебютний EP «God Loves You When You're Dancing». Сингл «Riptide» став успішним на австралійському комерційному радіо, досягнувши 6 місця в чарті синглів ARIA і був дев'ять разів сертифікований Австралійською асоціацією звукозаписної індустрії (ARIA) як платиновий. Пісня брала участь у телевізійній рекламній кампанії GoPro в США. «Riptide» мала світовий комерційний успіх, допомігши розпочати кар'єру Джеймса, і стала найтривалішою піснею в історії ARIA Charts. Пісня також була сертифікована 5 разів платиновою в Сполучених Штатах.
«Riptide» була натхненна мотелем, який Джой відвідував у дитинстві. «У дитинстві я часто їздив на сімейні канікули на узбережжі Австралії», — розповідав він в блозі Brand Alley. «Коли ми були там, ми зупинялися в цьому мотелі під назвою Riptide. Ось звідки прийшла ця ідея». В інтерв'ю Soundcheck у січні 2014 року Джеймс обговорив свій майбутній студійний альбом, сказавши: «Я думаю, що в моїх піснях завжди є трохи різноманітності, так що, ймовірно, EP є гарним відображенням того, яким буде решта альбому. Це все різні пісні, я думаю, але всі вони певним чином пов'язані між собою». Джой сказав в інтерв'ю Triple J про свій сценічний псевдонім: «Я проходив через фазу Пітера Кері і читав багато його книг. Є книга під назвою «Блаженство». Головного героя звуть Гаррі Джой, а його дідуся — Венс Джой. Він оповідач і божевільний старий. До того ж, я подумав, що це класне ім'я».

### 2014—2016:Dream Your Life Away

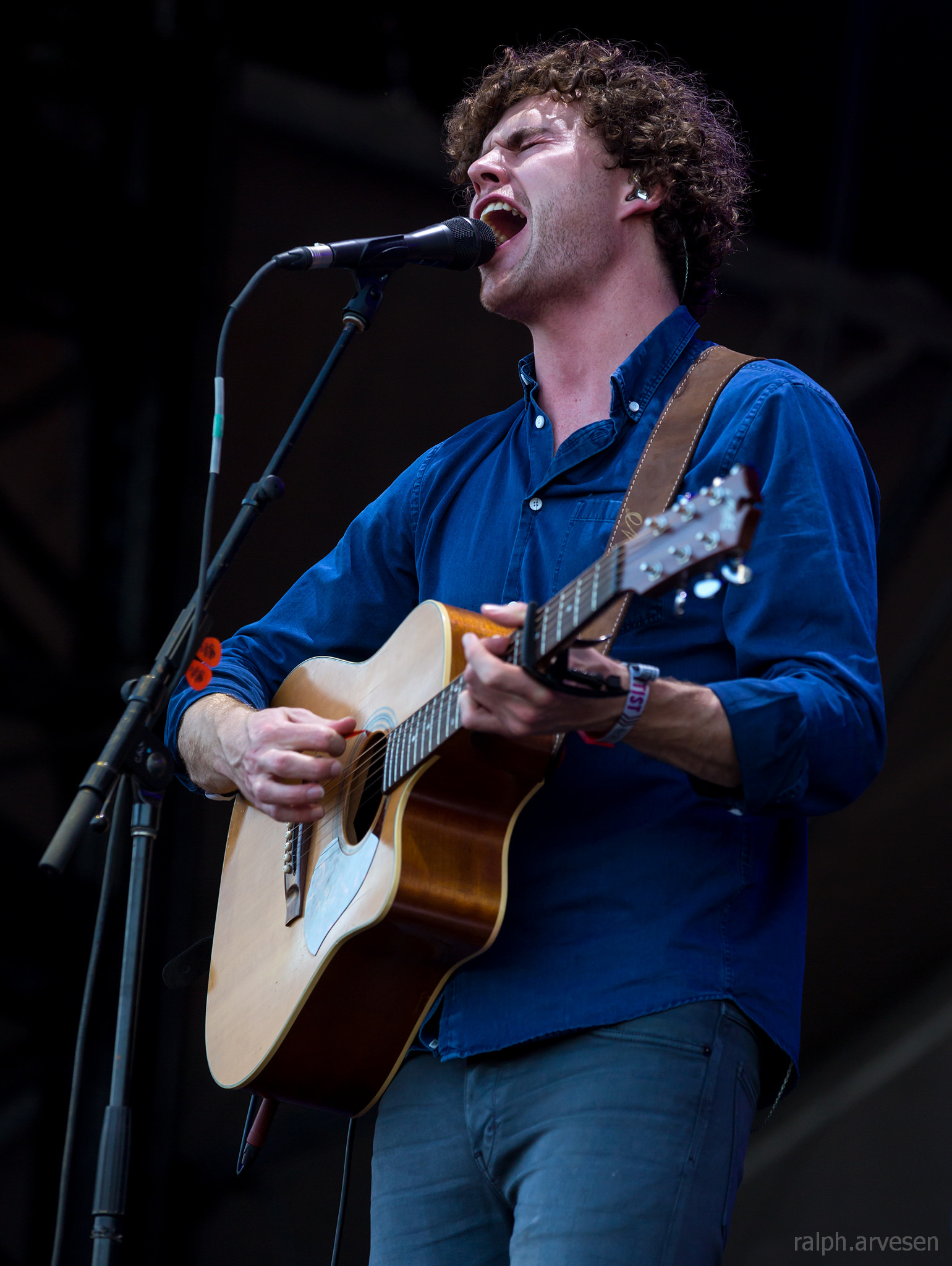
Джой на музичному фестивалі Austin City Limits Music Festival в Остіні, штат Техас, у 2015 році

15 липня 2014 року Джой оголосив назву свого дебютного альбому «Dream Your Life Away», який вийшов 5 вересня 2014 року в Австралії, 9 вересня 2014 року в США та 15 вересня 2014 року у всьому світі. У липні 2014 року він випустив «Mess Is Mine» як третій загальний сингл з альбому, з піснею, що досягла піку на 37 місці в Австралії. Він дав свій перший живий концерт з піснями з альбому у вересні 2014 року в Мельбурні. 7 вересня 2014 року Джеймс випустив «First Time» як четвертий сингл з альбому у Великій Британії.
«Georgia» була випущена як сингл у лютому 2015 року. У розмові з Rolling Stone Джой розповів, що почав писати «Georgia» у 2006 році, потім сидів над нею, поки не розібрався зі словами і мелодією. 4 вересня 2015 року вийшло делюкс-видання, яке складалося з двох нових треків і п'яти концертних пісень. «Fire and the Flood» і «Straight into Your Arms» також були випущені як сингли, причому «Fire and the Flood» пізніше був сертифікований ARIA як платиновий. Він просував свій альбом в турі «Dream Your Life Away Tour», який розпочався 17 жовтня 2013 року в Далласі, Техас.
Джой виступав на розігріві у Тейлор Свіфт під час світового туру 1989 3 листопада 2014 року. Джой з'явився на всіх датах туру в Північній Америці, Великій Британії та Австралії. Свіфт виконала пісню «Riptide» 9 жовтня 2014 року для сегменту BBC «Live Lounge». У листопаді 2015 року він був обраний артистом місяця Елвіса Дюрана і був показаний на американському телевізійному шоу Today від NBC, де він виконав свій хіт-сингл «Riptide».
13 травня 2015 року він виконав «Riptide» в дуеті з Квентіном Александером наживо під бурхливі овації в театрі «Долбі» під час фіналу 14-го сезону шоу «Американський ідол». 16 червня 2015 року Джой випустив сингл «Great Summer» з саундтреку до фільму «Паперові міста». На музичній премії ARIA Music Awards 2015 року він переміг у категорії «Найкращий чоловічий виконавець» за пісню «Dream Your Life Away», з шістьма подальшими номінаціями.

### 2017—2020:Nation of TwoтаLive at Red Rocks Amphitheatre

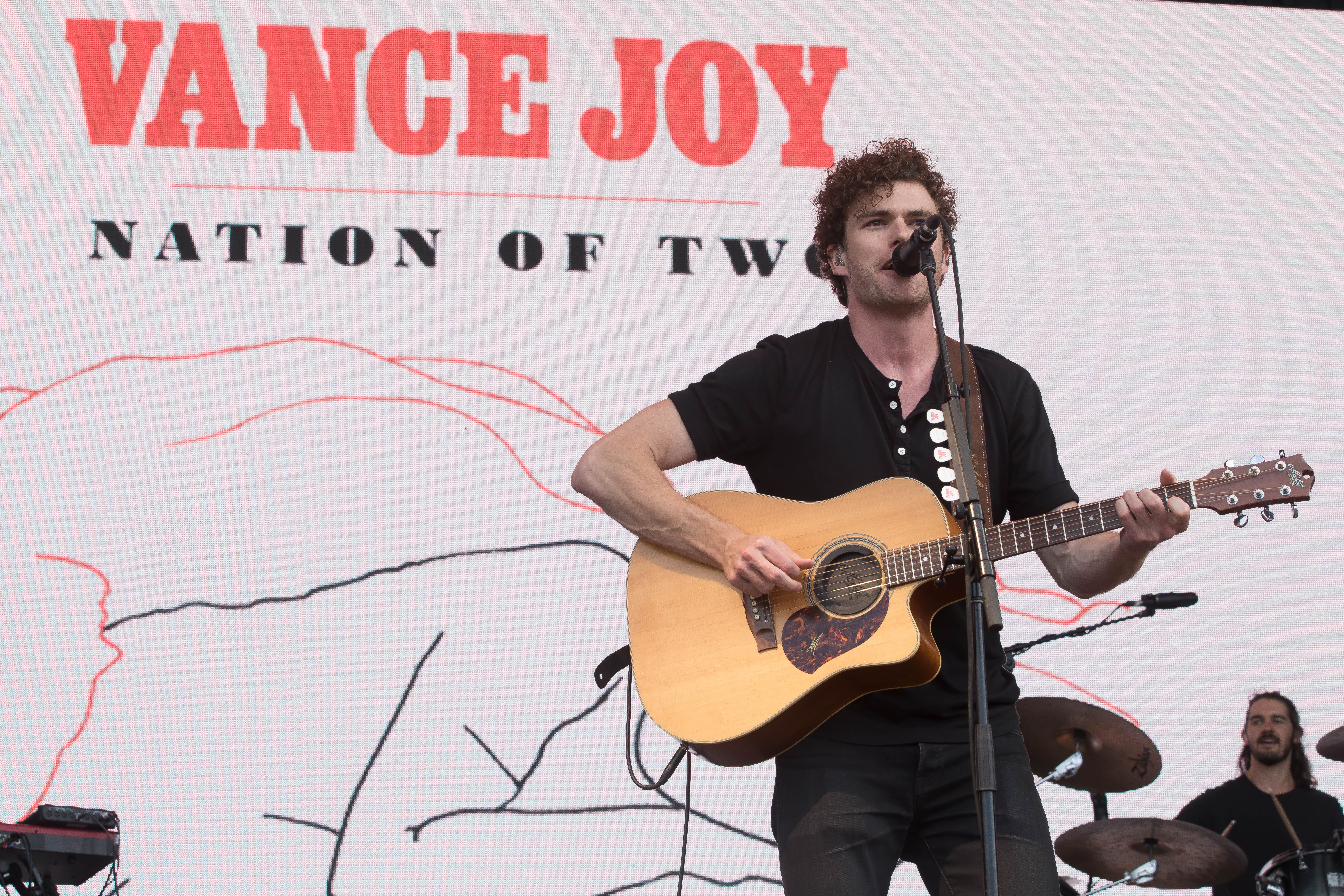
Джой виступає у 2018 році під час Nation of Two World Tour

У 2017 році Джой випустив два сингли зі свого майбутнього другого студійного альбому: «Lay It on Me» в липні, який був номінований на «Пісню року» на ARIA Music Awards 2018 року, і «Like Gold» в листопаді, який досяг 14-го місця в австралійських чартах. Пісня була сертифікована ARIA як «Золота» у 2019 році. Він випустив «We're Going Home» 12 січня 2018 року, яка була написана, коли Джеймс відкривав світовий тур 1989 у 2015 році. «Saturday Sun» був випущений 1 лютого 2018 року як четвертий сингл, який, за його словами, був натхненний пляжами вздовж тихоокеанського узбережжя в Лос-Анджелесі.
Останній сингл перед виходом альбому, «Call If You Need Me», був випущений 11 лютого 2018 року і з'явився в чарті Billboard Hot Rock & Alternative Songs. Джой випустив свій другий студійний альбом Nation of Two 23 лютого 2018 року. Альбом дебютував під номером 1 в Австралії, був сертифікований золотим і виграв найкращий сучасний альбом для дорослих на ARIA Music Awards 2018 року. Він випустив оптимістичну, змінену версію «I'm With You» як сингл з альбому 21 вересня 2018 року, який був сертифікований ARIA як платиновий. У листопаді 2018 року Джеймс випустив концертний альбом під назвою Live at Red Rocks Amphitheatre, записаний під час світового турне Nation of Two, на концерті в Red Rocks Amphitheatre в Колорадо. Джой виступав на розігріві у P!nk в її світовому турне Beautiful Trauma World Tour у 2019 році.

### 2021 — теперішній час:In Our Own Sweet Time
29 січня 2021 року Венс випустив сингл «You», спільний з Бенні Бланко та Marshmello.
20 травня 2021 року Джой випустив сингл «Missing Piece». Пісня прозвучала в епізоді серіалу «Анатомія Грей», що вийшов в ефір тієї ночі. Пісня досягла платинового статусу в Австралії і отримала нагороду ARIA Award for Best Video на ARIA Music Awards 2021 року.
7 квітня 2022 року Венс анонсував свій третій студійний альбом «In Our Own Sweet Time», який вийшов 10 червня 2022 року.

## Дискографія
- Dream Your Life Away (2014)
- Nation of Two (2018)
- In Our Own Sweet Time (2022)